# Into the world/Märchen
„into the world/Märchen” (jap. into the world/メルヒェン into the world/Meruhyen) – dwudziesty singel zespołu Kalafina, wydany 5 kwietnia 2017 roku przez wytwórnię SACRA MUSIC. Singel został wydany w pięciu wersjach: limitowanej CD+DVD (Type-A), limitowanej CD+Blu-ray (Type-B), regularnej CD, anime CD+DVD oraz w edycji analogowej.
Tytułowy utwór został wykorzystany jako piosenka przewodnia programu Rekishi hiwa historia NHK, a „Märchen” jako ending OVA Kubikiri Cycle: Aoiro Savant to zaregototsukai. Singel osiągnął 9 pozycję w rankingu Oricon i pozostał na liście przez 7 tygodni, sprzedano 13 846 egzemplarzy.

## Lista utworów
Wszystkie utwory zostały skomponowane i napisane przez Yuki Kajiurę.
| CD                            | |      |
| Nr                            | Tytuł | Czas |
| 1.                            | "into the world" |      |
| 2.                            | "Märchen" (jap. メルヒェン Meruhyen) |      |
| 3.                            | "Haru o matsu" (jap. 春を待つ) |      |
| 4.                            | "into the world ~instrumental~" |      |
| DVD/Blu-ray (wer. limitowana) | |      |
| Nr                            | Tytuł | Czas |
| 1.                            | "into the world" (Music Clip) |      |
| Anime CD                      | |      |
| Nr                            | Tytuł | Czas |
| 1.                            | "into the world" |      |
| 2.                            | "Märchen" (jap. メルヒェン Meruhyen) |      |
| 3.                            | "Haru o matsu" (jap. 春を待つ) |      |
| 4.                            | "Märchen ~instrumental~" |      |
| 5.                            | "Märchen ~Anime Size~" |      |
| DVD (wer. anime)              | |      |
| Nr                            | Tytuł | Czas |
| 1.                            | "Märchen" (Music Clip) |      |
| 2.                            | "„Kubikiri Cycle: Aoiro Savant to zaregototsukai” Non-Credit Ending eizō" (jap. 「クビキリサイクル 青色サヴァンと虚言遣い」ノンクレジットエンディング映像) |      |

Wersja analogowa
1. "into the world"
2. "Märchen" (jap. メルヒェン Meruhyen)
3. "Haru o matsu" (jap. 春を待つ)
4. "into the world ~instrumental~"
5. "Märchen ~Instrumental~"
6. "Märchen ~Anime Size~"